# 宜章十大功劳
宜章十大功劳（学名：Mahonia cardiophylla），为小檗科十大功劳属下的一个种。

## 扩展阅读
維基物種上的相關：宜章十大功劳